# Exhibiciones de rocas lunares

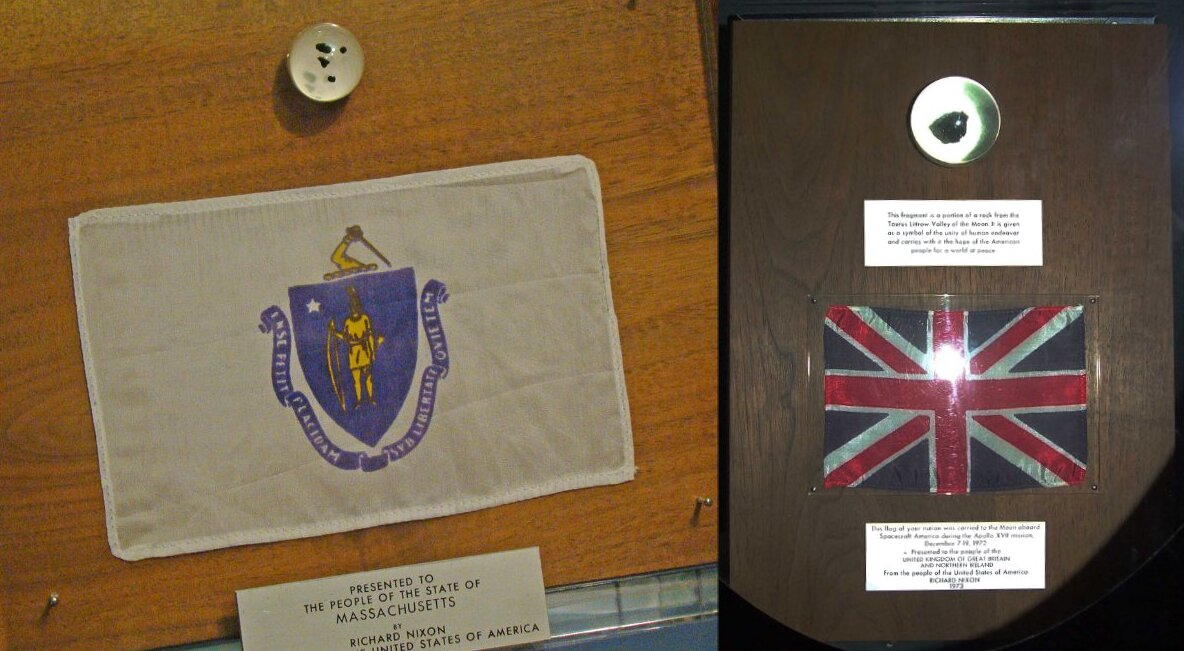
Ejemplos de exhibiciones de rocas lunares. A la izquierda, parte de la exposición de Massachusetts del Apolo 11. A la derecha, exposición del Reino Unido del Apolo 17.

Las Exhibiciones de rocas lunares son dos placas conmemorativas consistentes en pequeños fragmentos de especímenes de rocas lunares traídos por las misiones espaciales Apolo 11 y Apolo 17 y entregadas a principios de la década de 1970 a 135 países, los 50 estados de Estados Unidos y sus territorios de ultramar por el presidente estadounidense Richard Nixon como regalos de buena voluntad. 

## Descripción

### Apolo 11

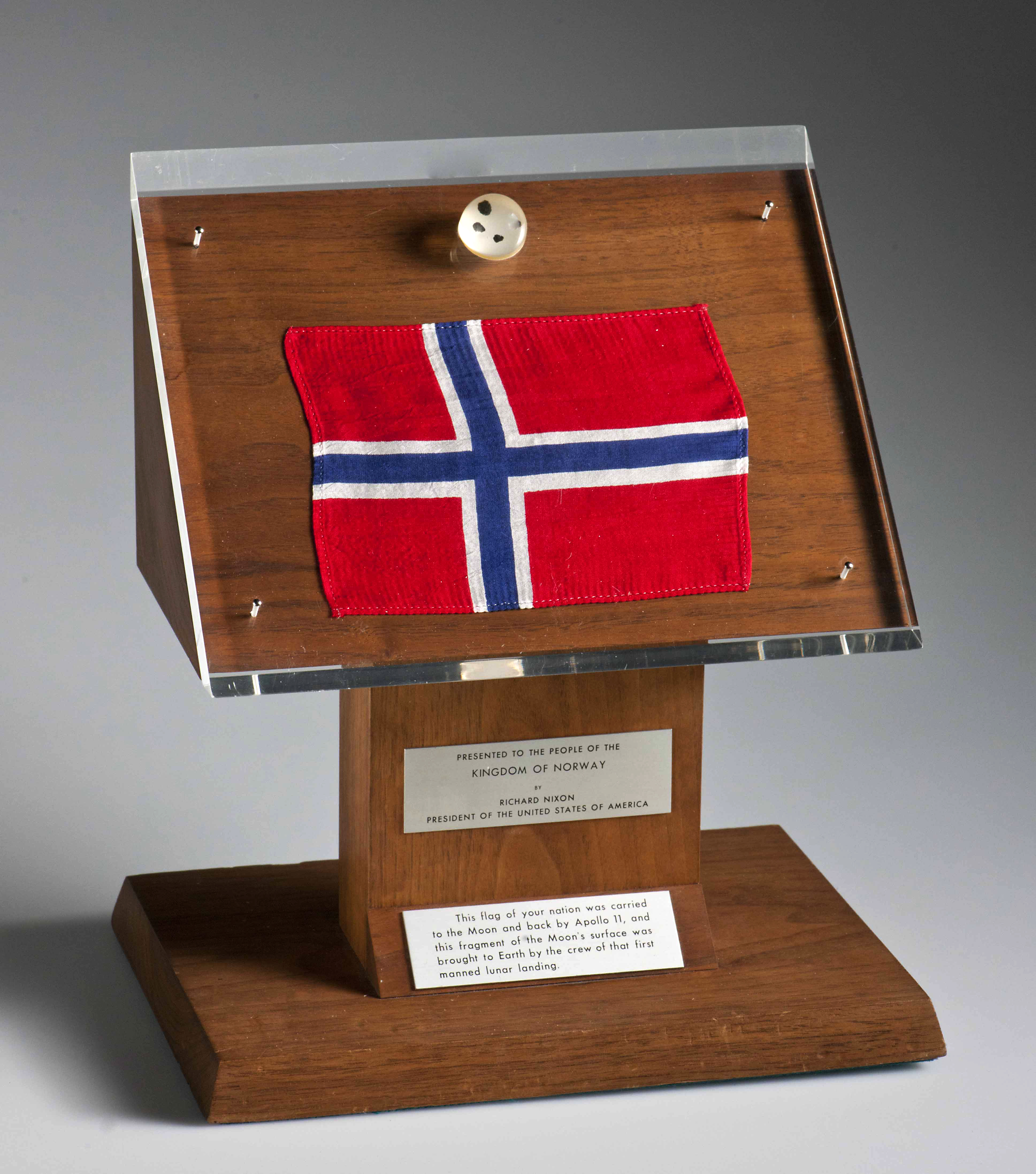
Exhibición de Noruega del Apolo 11

La exhibición del Apolo 11 consiste en un podio de madera conteniendo 4 partículas de polvo lunar del tamaño de un grano de arroz (dentro de un plástico acrílico), la bandera del país, estado o territorio correspondiente y 2 pequeñas placas de metal con mensajes descriptivos en la base. 
Los mensajes en cuestión son los siguientes:

Presented to the people of 

___________________ 
by 
Richard Nixon 

President of the United States of America

This flag of your country/state was carried to the moon and back by Apollo 11 and this fragment of the moon's surface was brought to earth by the crew of that first manned lunar landing

La traducción de los mensajes es la siguiente:

Presentado a la gente de 

___________________ 
por 
Richard Nixon 

presidente de los Estados Unidos de América

Esta bandera de tu país/estado fue llevada a la luna ida y vuelta por el Apolo 11 y este fragmento de la superficie lunar fue traído a la tierra por la tripulación de ese primer alunizaje tripulado

En 1970, el presidente estadounidense Richard Nixon entregó exhibiciones de rocas lunares como regalos a a 135 países, los 50 estados de Estados Unidos y sus territorios de ultramar. Las Naciones Unidas también recibieron una exhibición. 
Posteriormente se descubrió que la bandera de Venezuela no había ido a la luna. Eso se corrigió llevando las banderas a bordo del Apolo 12 y cambiando la frase de que la bandera había sido llevada a la luna ida y vuelta sin especificar en qué misión había ido.

### Apolo 17

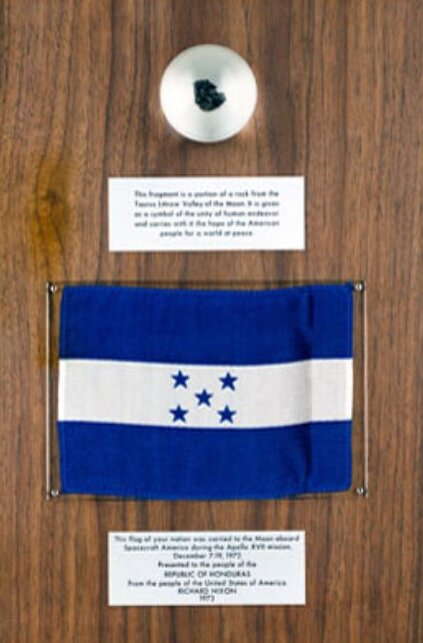
Exhibición de Honduras del Apolo 17

La exhibición del Apolo 17 consiste en un fragmento de roca lunar (dentro de un plástico acrílico), la bandera del país, estado o territorio correspondiente y 2 pequeñas placas de metal con mensajes descriptivos, todo en una placa de madera. 
Los mensajes en cuestión son los siguientes:

The fragment is a portion of a rock from the Taurus Valley of the Moon. It was part of a larger rock composed of many particles of different shapes and sizes, a symbol of the unity of human endeavor and mankind's hope for a future of peace and harmony.

This flag of your country/state was carried to the moon aboard Spacecraft America during the Apollo XVII mission,

December 7–19, 1972.
Presented to the people of the 
___________________
by the

National Aeronautics and Space Administration.

La traducción de los mensajes es la siguiente:

El fragmento es una porción de una roca del Valle Taurus de la luna. Fue parte de una roca más grande compuesta de muchas partículas de diferentes formas y tamaños, un símbolo de la unidad del esfuerzo humano y la esperanza de la humanidad por un futuro de paz y armonía

Esta bandera de tu país/estado fue llevada a la luna a bordo de la nave espacial América durante la misión Apolo XVII,

Diciembre 7-19, 1972
Presentado a la gente de
__________________________
por la

Administración Nacional Aeronáutica y del Espacio

Cerca del final de su tercera y última caminata lunar, los astronautas del Apolo 17 Eugene Cernan y Harrison Schmitt recogieron "una roca muy significativa, típica de las que tenemos aquí en el valle de Taurus-Littrow... compuesta de muchos fragmentos de muchos tamaños y muchas formas, probablemente de todas las partes de la luna, tal vez de miles de millones de años de antigüedad" e hicieron una dedicatoria especial a la juventud de la Tierra. Esta roca fue etiquetada posteriormente como basalto lunar 70017. El presidente Nixon ordenó la distribución de fragmentos de la roca a 135 gobiernos extranjeros y los estados y territorios de ultramar de Estados Unidos. Estos fragmentos fueron entregados en 1973.

## Destinatarios de las exhibiciones de rocas lunares
Dentro de Estados Unidos recibieron exhibiciones todos los 50 estados y 4 territorios: Guam, Islas Marianas del Norte, Puerto Rico y Samoa Estadounidense.
Fuera de Estados Unidos, los países que recibieron exhibiciones fueron los siguientes:
Afganistán, Albania, Alemania Occidental, Alto Volta (la actual Burkina Faso), Andorra, Arabia Saudita, Argelia, Argentina, Australia, Austria, Barbados, Bélgica, Bhután, Birmania, Bolivia, Botsuana, Brasil, Bulgaria, Burundi, Camboya, Camerún, Canadá, Ceilán (la actual Sri Lanka), Chad, Checoslovaquia, Chile, China, Chipre, Colombia, Congo (Brazzaville), Congo (Kinshasa), Corea del Sur, Costa de Marfil, Costa Rica, Cuba, Dahomey, Dinamarca, Ecuador, Egipto, El Salvador, España, Etiopía, Filipinas, Finlandia, Francia, Gabón, Gambia, Ghana, Grecia, Guatemala, Guinea, Guinea Ecuatorial, Guyana, Haití, Holanda, Honduras, Hungría, India, Indonesia, Irak, Irán, Irlanda, Islandia, Israel, Italia, Jamaica, Japón, Jordania, Kenia, Kuwait, Laos, Lesoto, Líbano, Liberia, Libia, Liechtenstein, Luxemburgo, Madagascar, Malasia, Malawi, Maldivas, Mali, Malta, Marruecos, Mascate y Omán, Mauricio, Mauritania, México, Mónaco, Mongolia, Nauru, Nepal, Nicaragua, Níger, Nigeria, Noruega, Nueva Zelanda, Pakistán, Panamá, Paraguay, Perú, Polonia, Portugal, Reino Unido, República Centroafricana, República Dominicana, Rumania, Ruanda, Samoa Occidental, San Marino, Senegal, Sierra Leona, Singapur, Siria, Somalia, Sudán, Suecia, Suiza, Sudáfrica, Suazilandia, Tailandia, Taiwán, Tanzania, Togo, Trinidad-Tobago, Túnez, Turquía, Uganda, Unión Soviética, Uruguay, Ciudad del Vaticano, Venezuela, Vietnam del Sur, Yemen, Yemen del Sur, Yugoslavia y Zambia.
Las Naciones Unidas también recibieron exhibiciones.
Bahamas, Baréin, Bangladés, Emiratos Árabes, Fiyi, Islas Salomón (en aquel entonces territorio británico), Mozambique (en aquel entonces provincia de ultramar portuguesa), Catar y Tonga no recibieron exposición del Apolo 11, pero sí recibieron exhibición del Apolo 17.

## Situación actual
De las 270 exhibiciones de rocas lunares, se ha perdido el rastro de aproximadamente 180. Del resto, varias han estado en almacenamiento por décadas. La ubicación de las rocas ha sido rastreada por investigadores y aficionados debido a su rareza y dificultad de consecución. Las rocas lunares han sido objeto (en algunos casos) de robo y/o falsificación.